# Euonymus salicifolius
Euonymus salicifolius är en benvedsväxtart som beskrevs av Ludwig Eduard Theodor Loesener. Euonymus salicifolius ingår i släktet Euonymus och familjen Celastraceae. Inga underarter finns listade.